# قرامل
قرامل  قرية سوريّة تتبع إداريّاً لمحافظة حلب منطقة أعزاز ناحية مارع، بلغ تعداد سكانها 768 نسمة حسب التعداد السكاني لعام 2004.